# Границі (Лодзинське воєводство)
Границі (пол. Granice) — село в Польщі, у гміні Масловиці Радомщанського повіту Лодзинського воєводства.
Населення — 243 особи (2011).
У 1975—1998 роках село належало до Пйотрковського воєводства.

## Демографія
Демографічна структура станом на 31 березня 2011 року:
|          | Загалом | Допрацездатний вік | Працездатний вік | Постпрацездатний вік |
| -------- | ------- | ------------------ | ---------------- | -------------------- |
| Чоловіки | 112     | 25                 | 71               | 16                   |
| Жінки    | 131     | 29                 | 70               | 32                   |
| Разом    | 243     | 54                 | 141              | 48                   |